# Астрономічний комплекс Аль-Хорезмі
Астрономічний комплекс Аль-Хаварізмі (малай. Kompleks Falak Al-Khawarizmi, англ. Al-Khawarizmi Astronomy Complex) — обсерваторія в містечку Масджид-Танах у штаті Малакка в Малайзії. Вона належить уряду штату Малакка і управляється Департаментом муфтіїв Малакки.

## Назва
Астрономічний комплекс названий на честь астронома Мухаммеда ібн Муси аль-Хорезмі.

## Історія
Астрономічний комплекс створювався в кілька етапів. Першим етапом була обсерваторія (заснована в 2002 році), потім планетарій (2005) і, нарешті, навчальний центр (2008). Загальна вартість створення комплексу склала 20 мільйонів рингітів.

## Архітектура
- Обсерваторія
- Планетарій
- Навчальний центр